# Sommet de la Ligue arabe de 1974
Le sommet de la Ligue arabe de 1974 est une réunion des chefs d'État et de gouvernement des États membres de la Ligue des États arabes qui a lieu à Rabat, au Maroc, du 27 au 29 octobre 1974.

## Sommet
Les dirigeants de vingt pays arabes sont présents, dont le roi Hussein de Jordanie et Anouar el-Sadate d'Égypte, ainsi que des représentants de l'Organisation de libération de la Palestine (OLP),,.
Le sommet adopte une résolution unanime qui, affirme le droit du peuple palestinien au retour dans sa patrie et à l’autodétermination. Pour la première fois, elle déclare que l'Organisation de libération de la Palestine est le « seul représentant légitime du peuple palestinien ». En outre, la Ligue arabe décide que les « États arabes riches en pétrole [...] fournissent une aide financière pluriannuelle aux États en confrontation avec Israël et à l'OLP »,,.
Le sommet façonne l'avenir du conflit de plusieurs manières. Tout d'abord, il contraint le roi Hussein de Jordanie à renoncer à sa prétention de pouvoir parler au nom des Palestiniens et à reconnaître qu'un futur État palestinien devrait être indépendant de la Jordanie. Deuxièmement, il affaiblit la position des États-Unis, dont le secrétaire d'État, Henry Kissinger, préférait le roi Hussein à l'OLP.
Un complot du Fatah visant à assassiner le roi Hussein à son arrivée au sommet est découvert par les autorités marocaines.